# Шер (департман)
Шер (фр. Cher) департман је у централној Француској. Припада региону Центар (регион), а главни град департмана (префектура) је Бурж. Департман Шер је означен редним бројем 18. Његова површина износи 7.235 км². По подацима из 2010. године у департману Шер је живело 311.257 становника, а густина насељености је износила 43 становника по км².
Овај департман је административно подељен на:
- 3 округа
- 35 кантона и
- 290 општина.

## Демографија
| 1999.   | 2011.   |
| ------- | ------- |
| 314.428 | 311.694 |